# Елія Гроссі
Елія Гроссі (італ. Elia Grossi; нар. 1 січня 1974) — колишній італійський тенісист.
Найвищу одиночну позицію світового рейтингу — 212 місце досяг 9 липня 2001, парну — 249 місце — 28 серпня 2000 року.

## Титули ITF Ф'ючерс

### Одиночний розряд: (3)
| Ранг | Дата     | Турнір               | Покриття | Суперник         | Рахунок                 |
| ---- | -------- | -------------------- | -------- | ---------------- | ----------------------- |
| 1.   | Тра 1999 | Італія F5, Рим       | Ґрунт    | Флоріан Аллгауер | 6–2, 1–6, 7–6           |
| 2.   | Жов 1999 | Італія F17, Сардинія | Тверде   | Вернер Ешауер    | 6–4, 0–6, 6–4           |
| 3.   | Лип 2000 | Італія F8, Єзі       | Ґрунт    | Алессіо ді Мауро | 1–4, 4–1, 4–1, 3–5, 4–0 |

### Парний розряд: (2)
| Ранг | Дата     | Турнір               | Покриття | Партнер         | Суперники                         | Рахунок       |
| ---- | -------- | -------------------- | -------- | --------------- | --------------------------------- | ------------- |
| 1.   | Чер 2000 | Італія F6, Вальденго | Ґрунт    | Стефано Коболлі | Жульєн Кюаз Жан-Клод Шеррер       | 7–6(5), 6–3   |
| 2.   | Тра 2002 | Італія F3, Верона    | Ґрунт    | Стефано Таралло | Массімо Бертоліні Акілле Марготто | 6–2, 5–7, 6–3 |